# Gare de Tendron
La gare de Tendron est une gare ferroviaire française, fermée, de la ligne de Vierzon à Saincaize. Elle est située sur le territoire de la commune de Tendron, dans le département du Cher, en région Centre-Val de Loire.

## Situation ferroviaire
Établie à 216 m d'altitude, la gare fermée de Tendron est située au point kilométrique (PK) 272,969 (PN 204) de la ligne de Vierzon à Saincaize entre les gares de Nérondes et La Guerche-sur-l'Aubois. À environ 300 mètres de la gare en direction de La Guerche-sur-l'Aubois se trouve le tunnel du Boubard long de 590 mètres.

## Historique
Elle est fermée au service des voyageurs.